# Leif Enger
Leif Inge Thormod Enger, född 5 september 1900 i Kristiania (nuvarande Oslo), död 11 november 1977 i Oslo, var en norsk skådespelare, teaterchef, kompositör och sångare.
Enger var son till Ola L. Enger och Jenny Andrea Enger. Han filmdebuterade 1923 i Strandhugg paa Kavringen och medverkade i drygt 20 filmer åren 1923–1970. Han var också aktiv som kompositör vid Trøndelag Teater och Studioteatern och som skådespelare vid Oslo Nye Teater. Tillsammans med Thorleif Reiss ingick han i vis- och sketchduon Pitt og Pott. Han var under en period också teaterchef för Carl Johan-teatret.

## Filmografi (urval)
- 1923 – Strandhugg paa Kavringen
- 1933 – Jeppe på bjerget
- 1933 – Op med hodet!
- 1941 – Gullfjellet
- 1941 – Den forsvundne pølsemaker
- 1946 – Jag var fånge på Grini
- 1946 – Englandsfarare
- 1948 – Trollforsen
- 1951 – Storfolk og småfolk
- 1957 – Peter van Heeren
- 1958 – På tokt med Terna
- 1958 – Bustenskjold
- 1960 – Millionær for en aften
- 1961 – Oss atomforskere imellom
- 1962 – Stackars stora starka karlar